# Ungnyeo
Ungnyeo (웅녀 / 熊 女) est un ours qui est devenu une femme. Elle figure en bonne place dans le mythe de la création de la nation coréenne.

## Histoire
Un tigre et un ours (Ungnyeo) vivent ensemble dans une grotte et prient le roi divin Hwanung de faire d'eux des hommes. Hwanung entend leurs prières et leur donne 20 gousses d'ail, un faisceau d'armoise et leur ordonne de rester hors de la lumière du soleil et de ne manger que cette nourriture pendant 100 jours. Tenaillé par la faim, le tigre sort de la grotte après environ 20 jours, mais l'ours reste à l'intérieur, puis se transforme en une femme.
Ungnyeo est reconnaissante et fait des offrandes à Hwanung. Toutefois, elle ne parvient pas à trouver de mari en raison de ses origines et se met à prier sous un arbre sacré Betula (신단수 / 神 檀 树) afin d'être bénie avec un enfant. Hwanung entend ses prières qui l'émeuvent particulièrement. Il prend Ungnyeo pour femme et peu de temps après, elle donne naissance à un fils, Tangun, fondateur de la nation de Corée.